# National Rail
National Rail è un titolo usato dal Rail Delivery Group, un'associazione di imprese che operano nel trasporto passeggeri in tutta la Gran Bretagna utilizzando la rete ferroviaria che faceva capo alla British Rail.
National Rail normalmente non comprende quelle linee che non hanno un collegamento con il passato delle ferrovie statali. Questa precisazione è importante in quanto questa organizzazione opera con un sistema di tariffe integrato con altri servizi di trasporto pubblico non esistente con altri servizi di aziende private.
Il logo della National Rail venne introdotto nel 1999, e venne usato per la prima volta negli orari ferroviari della Gran Bretagna il 26 settembre del 1999.

## National Rail e Network Rail

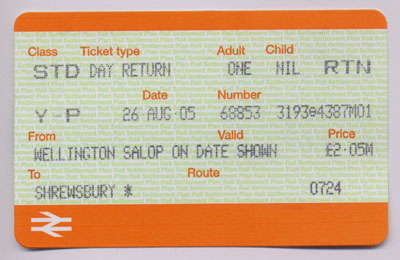
Biglietto ferroviario da Wellington a Shrewsbury

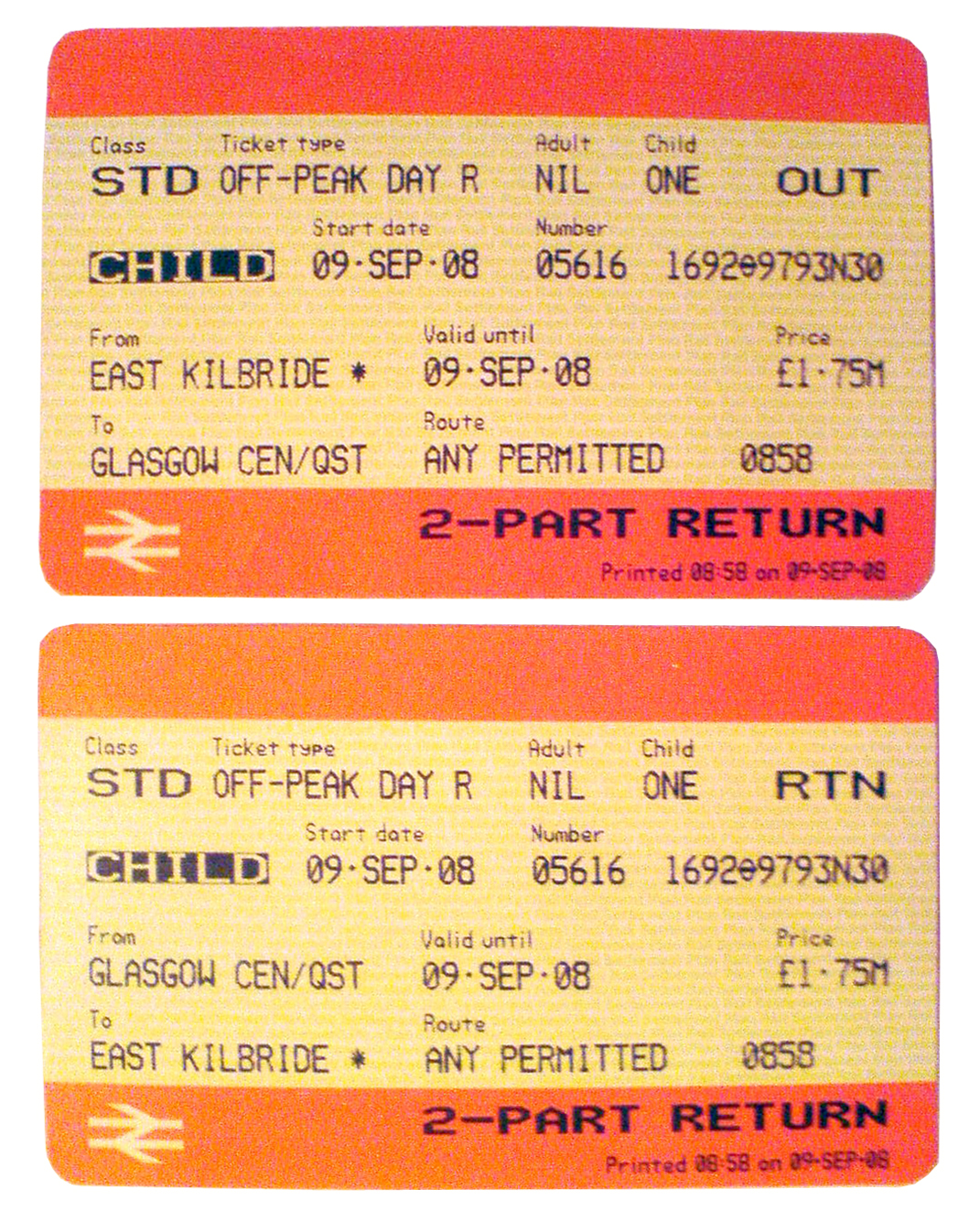
Biglietto di andata e ritorno da Glasgow Central Station.

National Rail non deve essere confusa con Network Rail. National Rail è un titolo usato per promuovere la vendita di biglietti passeggeri sulle linee ferroviarie britanniche, la Network Rail è l'organizzazione che possiede e gestisce la rete ferroviaria nazionale (binari, segnali etc.).
Le due reti sono generalmente coincidenti nel caso del trasporto dei passeggeri. La maggior parte delle linee del Network Rail sono anche utilizzate per il traffico merci. Alcuni servizi passeggeri circolanti sul Network Rail, per esempio l'Heathrow Express ed una piccola parte della  Metropolitana di Londra, non fanno parte della rete del National Rail. Di contro, alcuni servizi del National Rail, viaggiano su reti che non sono parte della Network Ra, come ad esempio la rete della Metropolitana di Londra.

## Compagnie ferroviarie
In Gran Bretagna agiscono circa 20 Compagnie ferroviarie private che gestiscono, per conto del governo, i servizi ferroviari passeggeri in tutta la Gran Bretagna. Rail Delivery Group, è un'associazione commerciale che offre vari servizi ai viaggiatori, oltre al trasporto, comprendendo la programmazione di un viaggio e le informazioni sull'operativo delle linee. Essa si occupa anche di distribuire i margini ai singoli operatori in base ai servizi utilizzati sulle singole linee. Non è sua competenza la formulazione degli orari ne la stampa degli stessi che è demandata ad altri organismi.

## Biglietteria
La National Rail dispone di una struttura comune per la vendita dei biglietti. I biglietti possono essere acquistati presso ogni stazione ed anche presso rivendite esterne. Molti di essi possono essere utilizzati su viaggi che vengono effettuati su tratte gestite da operatori diversi. Una eccezione è la linea che da Londra porta a Gatwick Airport, sulla quale possono essere utilizzati i biglietti venduti da tre diverse compagnie che vendono biglietti utilizzabili soltanto sulle loro linee. Vi è anche un biglietto London-Gatwick che è valido su tutti gli altri operatori ad eccezione del Gatwick Express. Operatori su altre rotte offrono biglietti utilizzabili esclusivamente su linee da loro gestite, che sono considerevolmente più economici di quelli usabili su più linee.

## Orari
Orari per singole linee sono disponibili gratuitamente alle stazioni, mentre un orario completo nazionale di 3.000 pagine viene venduto ma la sua ultima edizione risale al maggio 2007.
Una versione digitale in formato PDF è disponibile sul sito del Network Rail. Il sito del National Rail offre invece un pianificatore di viaggi interattivo, tariffe ed informazioni in tempo reale sui servizi ferroviari.